# Superlubrificazione
Nel fenomeno della superlubrificazione l'attrito tra due superfici cristalline è pressoché nullo. La superlubrificazione ha luogo quando le superfici scorrono l'una sull'altra formando un contatto asciutto e incommensurabile. Questo effetto è stato previsto nel 1991, ma è stato misurato con precisione soltanto nel 2004 tra due superfici di grafite . Occorre notare che la somiglianza tra il termine superlubrificazione e termini come superconduttività e superfluidità è fuorviante; altri meccanismi di dissipazione possono portare a forze dissipative finite (in genere molto piccole).
Una forza di attrito oltremodo piccola si può anche sperimentare quando un'asperità
scorre su una superficie piatta con una forza di carico inferiore a una certa soglia, dipendente dal potenziale di superficie avvertito dall'asperità e dalla rigidità dei materiali in contatto .
Questa soglia può essere notevolmente aumentata eccitando le vibrazioni dell'asperità perpendicolari alla superficie di contatto,
il che suggerisce un metodo pratico per limitare l'usura di sistemi nanoelettromeccanici (NEMS)
.